# The Voice Brasil
Pour les articles homonymes, voir The Voice.
The Voice Brasil est une émission de télévision brésilienne de télé-crochet musicale diffusée sur Rede Globo.

## Participants
| Coach           | Saisons | Saisons | Saisons | Saisons | Saisons | Saisons | Saisons | Saisons | Saisons | Saisons |
| Coach           | 1       | 2       | 3       | 4       | 5       | 6       | 7       | 8       | 9       | 10      |
| --------------- | ------- | ------- | ------- | ------- | ------- | ------- | ------- | ------- | ------- | ------- |
| Lulu Santos     |         |         |         |         |         |         |         |         |         |         |
| Carlinhos Brown |         |         |         |         |         |         |         |         |         |         |
| Cláudia Leitte  |         |         |         |         |         |         |         |         |         |         |
| Daniel          |         |         |         |         |         |         |         |         |         |         |
| Michel Teló     |         |         |         |         |         |         |         |         |         |         |
| Ivete Sangalo   |         |         |         |         |         |         |         |         |         |         |
| Iza             |         |         |         |         |         |         |         |         |         |         |

LE JURY
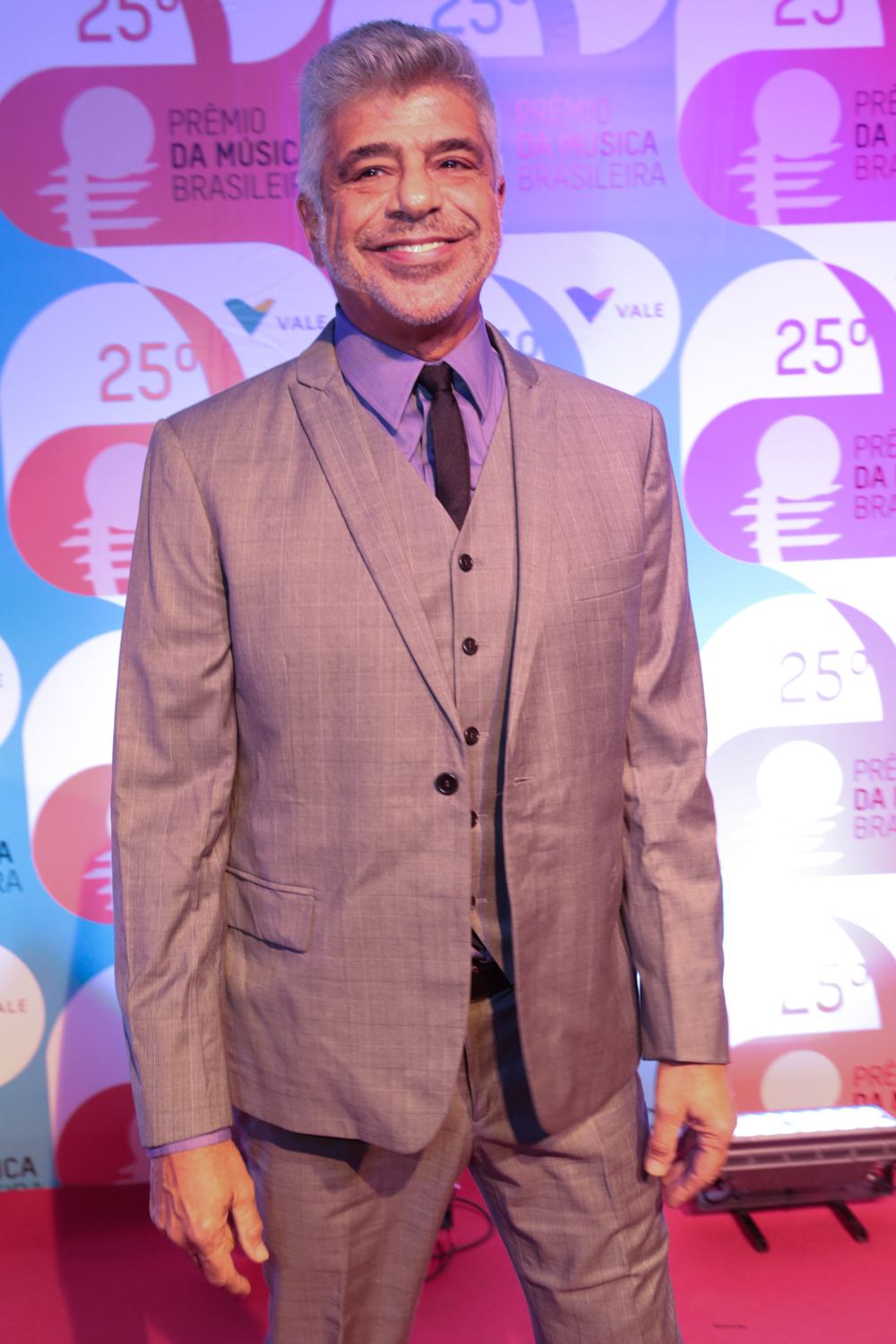
Lulu Santos
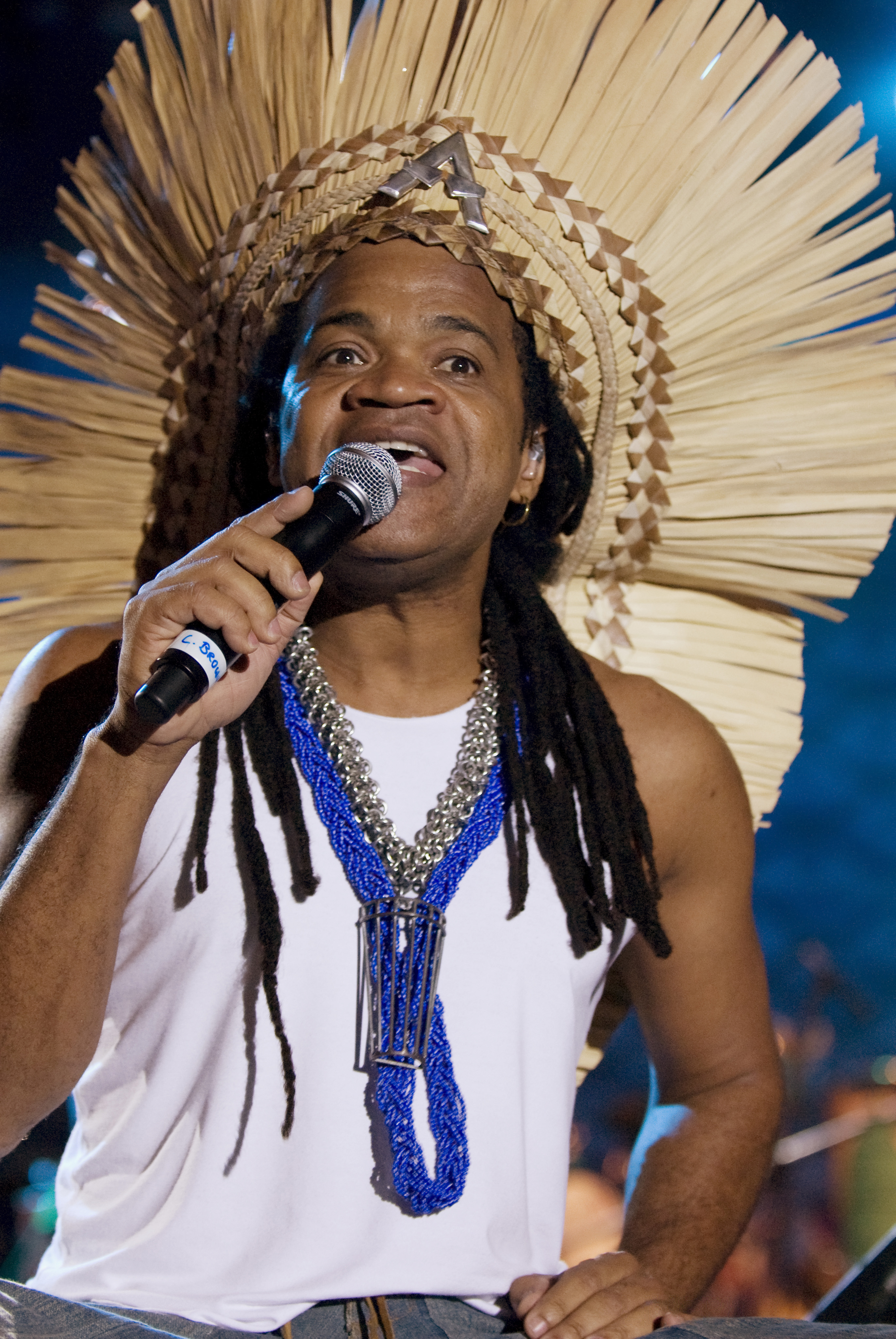
Carlinhos Brown
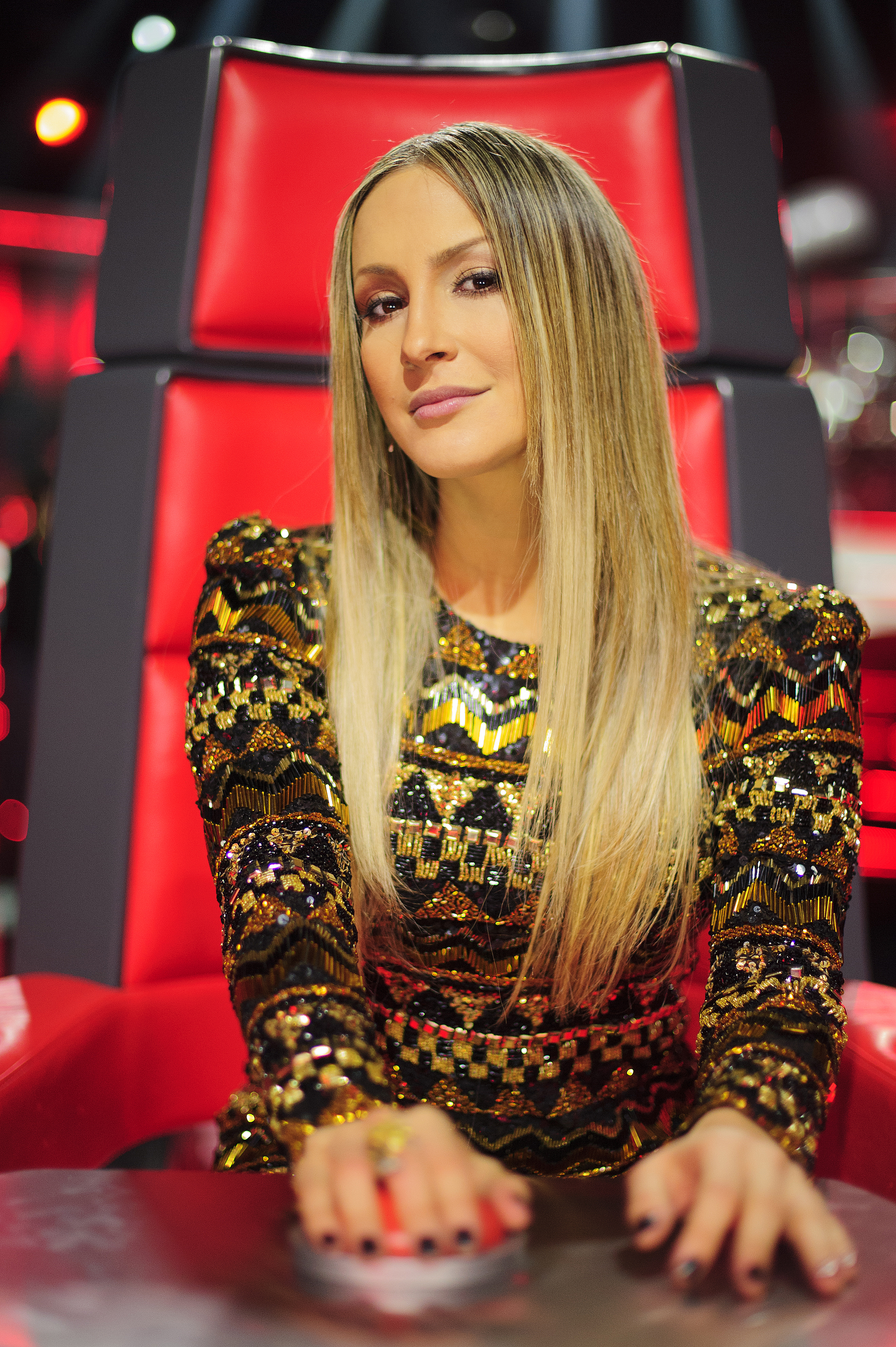
Cláudia Leitte
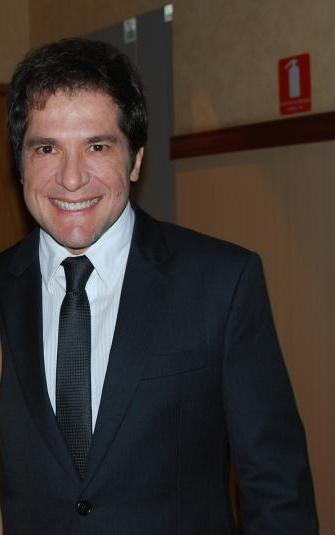
Daniel
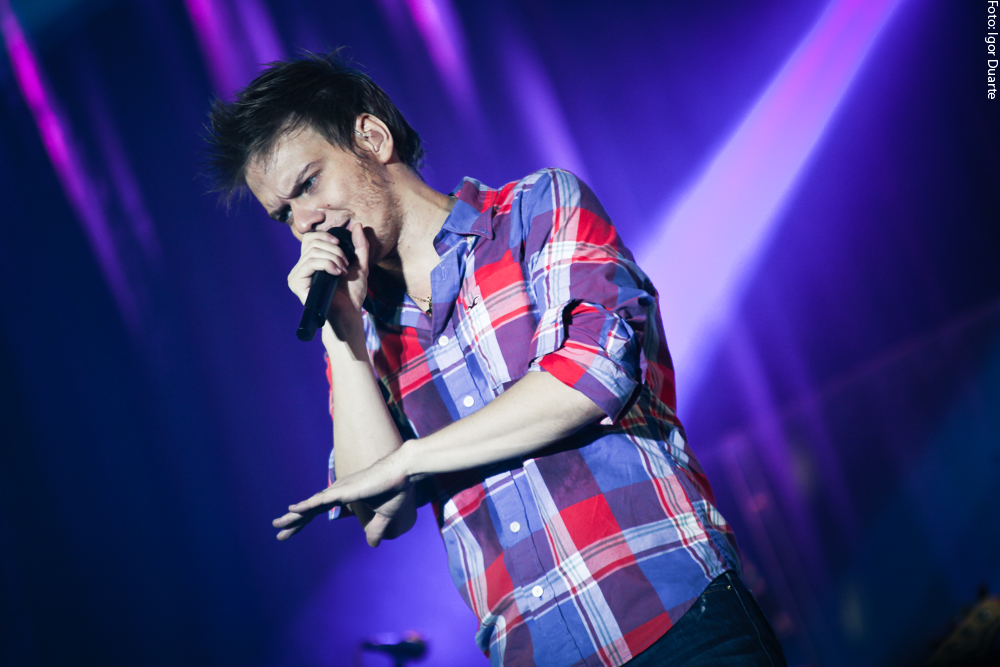
Michel Teló
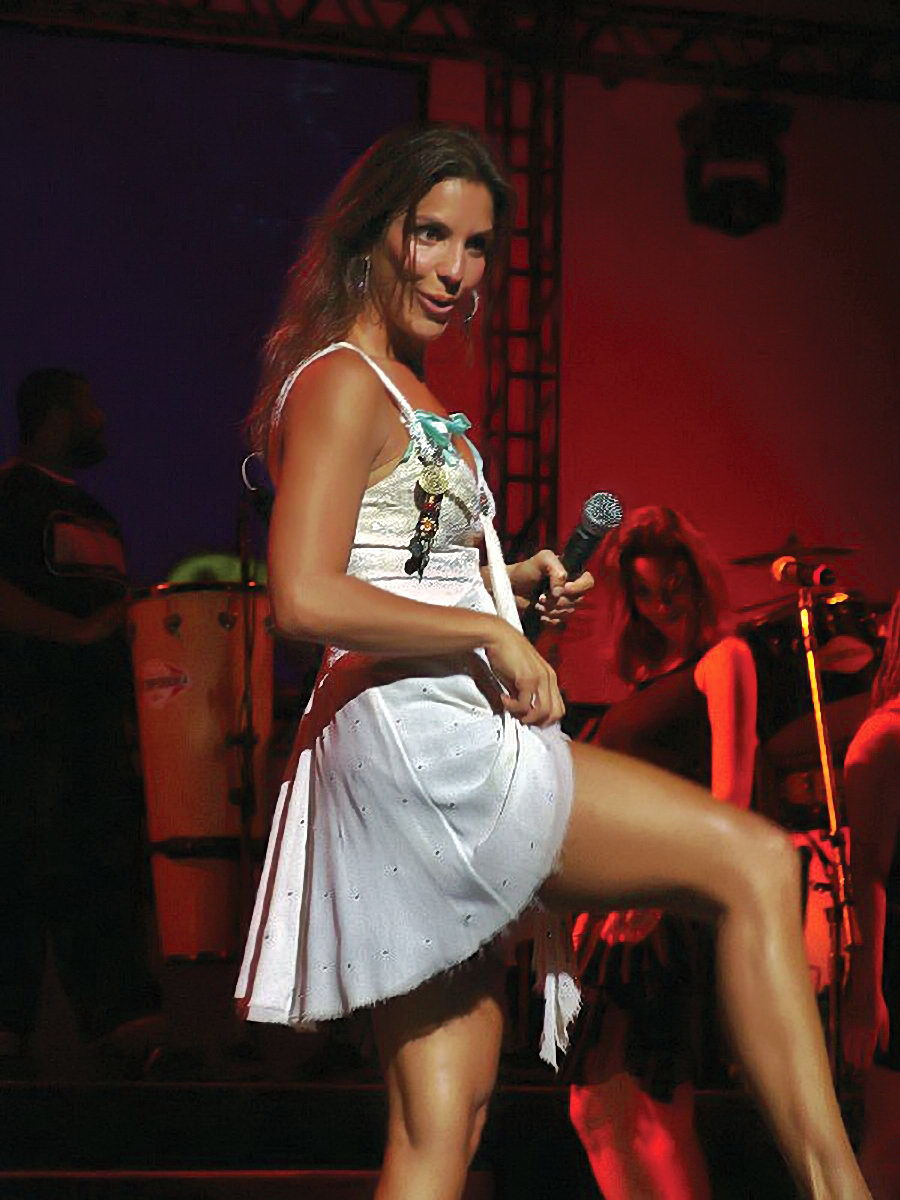
Ivete Sangalo
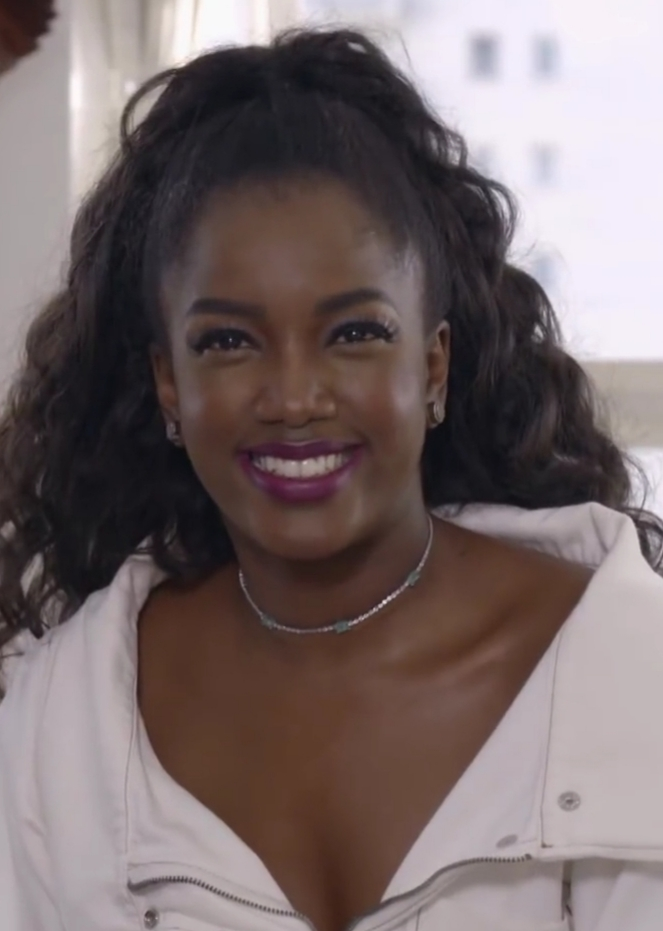
Iza

### Résumé des saisons
- Équipe Lulu
- Équipe Carlinhos
- Équipe Cláudia
- Équipe Daniel

- Équipe Michel
- Équipe Ivete
- Équipe Iza
- Équipe Gaby

| Saison | Chaîne     | Première          | Finale            | Vainqueur            | Finalistes      | Finalistes         | Finalistes       | Finalistes                | Coach gagnant   | Présentateurs    | Présentateurs       | Ordre des chaises des coachs | Ordre des chaises des coachs | Ordre des chaises des coachs | Ordre des chaises des coachs | Ordre des chaises des coachs |
| Saison | Chaîne     | Première          | Finale            | Vainqueur            | Finalistes      | Finalistes         | Finalistes       | Finalistes                | Coach gagnant   | Principal        | Coulisses           | 1                            | 2                            | 3                            | 4                            | 5                            |
| ------ | ---------- | ----------------- | ----------------- | -------------------- | --------------- | ------------------ | ---------------- | ------------------------- | --------------- | ---------------- | ------------------- | ---------------------------- | ---------------------------- | ---------------------------- | ---------------------------- | ---------------------------- |
| 1      | Rede Globo | 23 septembre 2012 | 16 décembre 2012  | Ellen Oléria         | Maria Christina | Liah Soares        | Ju Moraes        | pas de cinquième Finalist | Carlinhos Brown | Tiago Leifert    | Daniele Suzuki      | Lulu                         | Carlinhos                    | Cláudia                      | Daniel                       | pas de cinquième- Team       |
| 2      | Rede Globo | 3 octobre 2013    | 26 décembre 2013  | Sam Alves            | Pedro Lima      | Lucy Alves         | Rubens Daniel    | pas de cinquième Finalist | Cláudia Leitte  | Tiago Leifert    | Miá Mello           | Lulu                         | Carlinhos                    | Cláudia                      | Daniel                       | pas de cinquième- Team       |
| 3      | Rede Globo | 18 septembre 2014 | 25 décembre 2014  | Danilo Reis & Rafael | Kim Lírio       | Lui Medeiros       | Romero Ribeiro   | pas de cinquième Finalist | Lulu Santos     | Tiago Leifert    | Fernanda Souza      | Cláudia                      | Lulu                         | Daniel                       | Carlinhos                    | pas de cinquième- Team       |
| 4      | Rede Globo | 1er octobre 2015  | 25 décembre 2015  | Renato Vianna        | Nikki           | Ayrton Montarroyos | Junior Lord      | pas de cinquième Finalist | Michel Teló     | Tiago Leifert    | Daniele Suzuki      | Carlinhos                    | Michel                       | Lulu                         | Cláudia                      | pas de cinquième- Team       |
| 5      | Rede Globo | 5 octobre 2016    | 29 décembre 2016  | Mylena Jardim        | Dan Costa       | Danilo Franco      | Afonso Cappelo   | pas de cinquième Finalist | Michel Teló     | Tiago Leifert    | Mariana Rios        | Lulu                         | Carlinhos                    | Cláudia                      | Michel                       | pas de cinquième- Team       |
| 6      | Rede Globo | 21 septembre 2017 | 21 décembre 2017  | Samantha Ayara       | Carol Biazin    | Day                | Vinicius D'Black | pas de cinquième Finalist | Michel Teló     | Tiago Leifert    | Mariana Rios        | Carlinhos                    | Michel                       | Ivete                        | Lulu                         | pas de cinquième- Team       |
| 7      | Rede Globo | 17 juillet 2018   | 27 septembre 2018 | Léo Pain             | Erica Natuza    | Isa Guerra         | Kevin Ndjana     | pas de cinquième Finalist | Michel Teló     | Tiago Leifert    | Mariana Rios        | Carlinhos                    | Michel                       | Ivete                        | Lulu                         | pas de cinquième- Team       |
| 8      | Rede Globo | 30 juillet 2019   | 3 octobre 2019    | Tony Gordon          | Ana Ruth        | Lúcia Muniz        | Willian Kessley  | pas de cinquième Finalist | Michel Teló     | Tiago Leifert    | Jeniffer Nascimento | Michel                       | Ivete                        | Iza                          | Lulu                         | pas de cinquième- Team       |
| 9      | Rede Globo | 15 octobre 2020   | 17 décembre 2020  | Victor Alves         | Douglas Ramalho | Izrra              | Ana Canhoto      | pas de cinquième Finalist | Iza             | Tiago Leifert    | Jeniffer Nascimento | Carlinhos                    | Michel                       | Iza                          | Lulu                         | pas de cinquième- Team       |
| 10     | Rede Globo | 26 octobre 2021   | 23 décembre 2021  | Giuliano Eriston     | Gustavo Matias  | Hugo Rafael        | Bruno Fernandez  | Gustavo Boná              | Michel Teló     | André Marques    | Jeniffer Nascimento | Carlinhos                    | Cláudia                      | Michel                       | Iza                          | Lulu                         |
| 11     | Rede Globo | 15 novembre 2022  | 29 décembre 2022  | -                    | -               | -                  | -                | -                         | -               | Fátima Bernardes | Thais Fersoza       | Lulu                         | Iza                          | Gaby                         | Michel                       | pas de cinquième- Team       |

### Sources
- (pt) Cet article est partiellement ou en totalité issu de l’article de Wikipédia en portugais intitulé « The Voice Brasil » (voir la liste des auteurs).